# Инфляционный налог
Инфляционный налог — экономический урон, которому подвержены держатели денег и других стоимостных эквивалентов. Такой урон наносится уменьшением ценности валюты вследствие инфляции, с одновременным присвоением выгоды центром эмиссии, вызвавшим инфляцию. Если часть дохода центра эмиссии переходит в бюджет, как например ЦБ РФ платит в бюджет 75 % своей прибыли (50 % до 1 января 2016 года), эту часть можно условно считать скрытым налогом, собираемым c держателей денег. Многие экономисты обращают внимание, что инфляционному налогу в меньшей степени подвержены богатые и в большей степени подвержены бедные и средний класс, так как именно они склонны хранить большую часть своего дохода в денежной форме. Кроме этого, бедные и средний класс большую часть своих доходов получают в фиксированной форме: зарплаты, пенсии и пособия, что приводит к невозможности своевременной индексации. Некоторые экономисты прямо указывают, что инфляция является регрессивным налогом на потребление.
Термин инфляционный налог не является строгим экономическим понятием.

## Механизм
Когда центральные банки печатают банкноты и эмитируют государственный кредит, они увеличивают сумму денег, циркулирующую в экономике, что обычно делается в ответ на ухудшение экономических условий. Это изменение в реальных балансах денег вызывает инфляцию. Получаемое таким путём финансирование расходов называют сеньоражем (сеньораж эмитента). Самой очевидной ценой инфляции являются увеличение денежной массы и принуждение обладателей денег платить инфляционный налог.
Если ежегодный рост инфляции в Соединенных Штатах составляет 5 %, то тогда за один доллар можно купить товаров и услуг в этом году по цене 1$, но потребовалось бы 1,05$ чтобы купить те же самые товары или услуги в следующем году; это имеет такой же эффект, что и 5 %-ый ежегодный налог на наличные авуары, при условии, что экономический рост — 0 %, или другие уменьшающие цену факторы, такие как увеличивающая эффективность технология имеют 0 %-ый рост. В случае же когда действуют также факторы сокращения цен, 5 %-ый рост инфляции указывает, что инфляционный налог выше 5 %.
Правительства — почти всегда чистые должники (то есть, большую часть времени правительство должно больше денег, чем другие должны ему). Инфляция уменьшает относительное значение предыдущего заимствования, и в то же самое время она увеличивает доходы от налогов. Таким образом, из этого следует, что правительство может улучшить отношение долга к доходу путём инфляции.
Однако, если правительство продолжит продавать долг, занимая деньги в обмен на долговые обязательства, то эти долговые обязательства также будут затронуты инфляцией: они потеряют в своей ценности, и поэтому они станут менее привлекательными для кредиторов, пока у правительства не появится желания выкупить долг.
Инфляционный налог не обязательно включает эмиссию долгов. Просто эмитируя валюту (наличные деньги), правительство увеличит ликвидность и может вызвать инфляционные давления. Налоги на потребительские расходы и на доход соберут тогда дополнительные наличные деньги с граждан. Инфляция, однако, имеет тенденцию вызывать социальные проблемы (например, когда доход увеличивается медленнее, чем цены).